# 吉田皐月
吉田 皐月（よしだ さつき）は日本の女性声優。主にアダルトゲームに声をあてている。

## 出演
太字は主役・メインキャラクター。

### ゲーム

#### 1999年
- 淫内感染2 〜鳴り止まぬナースコール〜（杉村弘子）

#### 2000年
- 淫内感染 ナースコールCollectionBox（杉村弘子）

#### 2002年
- 淫内感染 深夜に響くポン・ちん・カン（杉村弘子）
- 脅迫DVG 〜囚われた明日〜（秋山未来）
- 失楽の神女（ライネ、天野伊月）
- とらぶる☆とらいあんぐる（御陵明里）
- プラチナウインド 〜星の詩が聞こえたら〜（ミルファ）
- Milkyway うぃず Voice（七瀬晶）
- Milkyway2（七瀬晶）

#### 2004年
- そらうた（小西霊子）[1]

#### 2005年
- Milkyway3（三石友梨香）

#### 2006年
- ボーイミーツガール（雲谷千鶴）[2]

#### 2011年
- 脅迫DVG 〜囚われた明日〜 for WINDOWS（秋山未来）[3]